# 듀어 벤젠
듀어 벤젠(Dewar benzene), 또는 bicyclo[2.2.0]hexa-2,5-diene(IUPAC 이름)은 2중고리 탄화수소인 벤젠의 이성질체이다. 화학식은 C6H6이다. 이 이름은 듀어벤젠의 구조를 벤젠의 구조로 잘못 제안한 제임스 듀어에서 따왔다.
실제 합성은 1962년에야 이뤄졌다.

## 같이 보기
- 벤젠